# Olszewo (przystanek kolejowy)
Olszewo – przystanek osobowy w Olszewie na linii kolejowej nr 223, w województwie warmińsko-mazurskim, w powiecie mrągowskim, w Polsce. Połączenia pasażerskie zostały zawieszone na tej stacji w 2010 roku.